# Li Mizzani

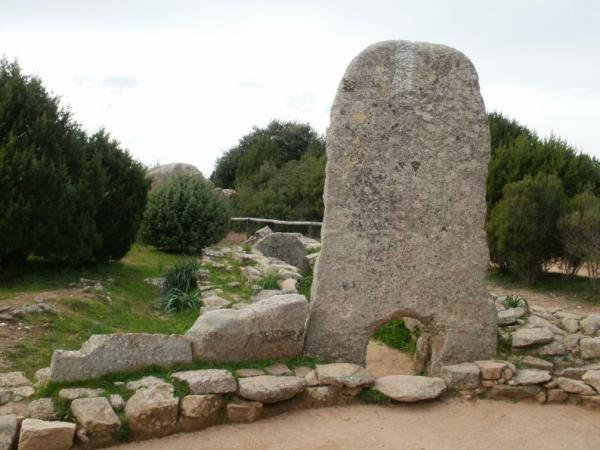
Gigantengrab Li Mizzani

Das kleine Gigantengrab Li Mizzani liegt bei Palau in der Provinz Nord-Est Sardegna auf Sardinien. Die in Sardu „Tumbas de los zigantes“ und auf Italienisch (plur.) „Tombe dei Giganti“ genannten Bauten sind die größten pränuraghischen Kultanlagen Sardiniens und zählen europaweit zu den spätesten Megalithanlagen. Die 321 bekannten Gigantengräber sind größtenteils Monumente der bronzezeitlichen Bonnanaro-Kultur (2.200–1.600 v. Chr.), die Vorläuferkultur der Nuraghenkultur ist.

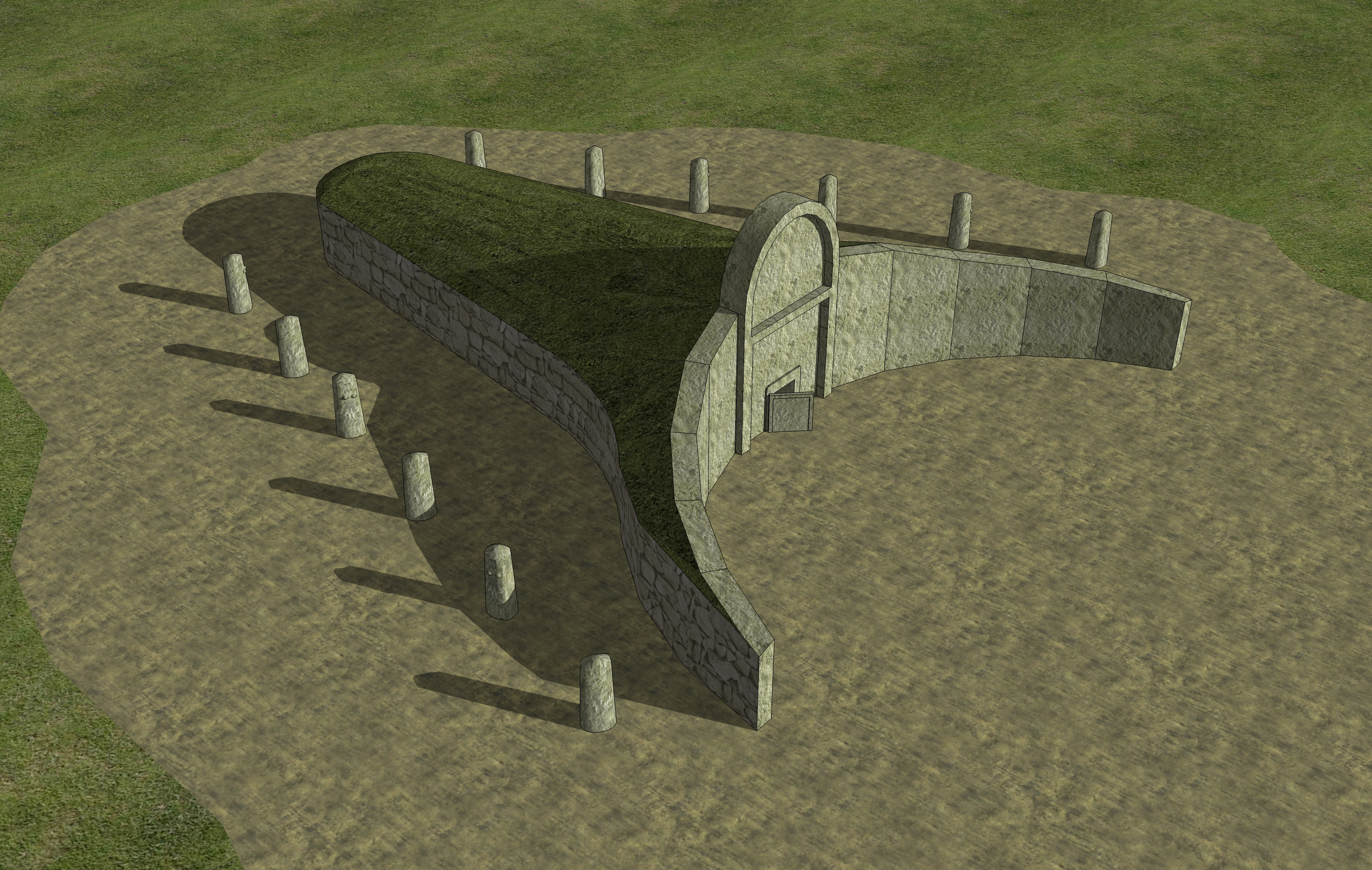
Modell mit Portalstelen-Exedra

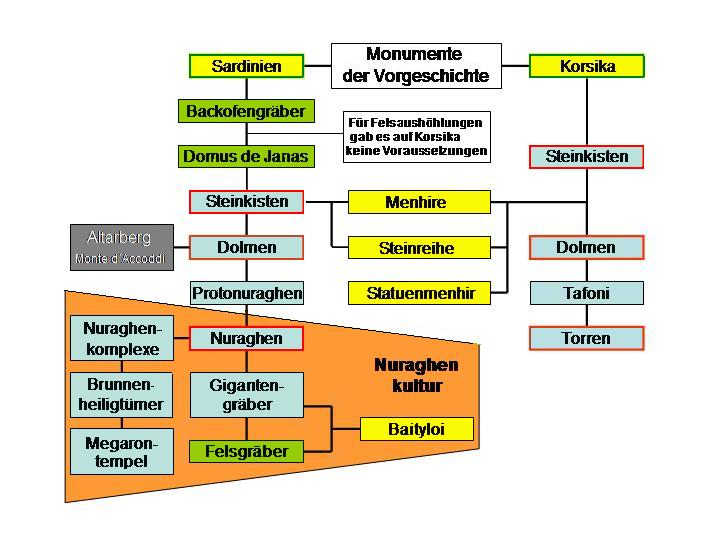
Typenreihe sardisch-korsischer Monumente

## Typenfolge
Baulich treten Gigantengräber in zwei Varianten auf. Die Anlagen mit Portalstelen und Exedra gehören zum älteren Typ. Bei den späteren Anlagen besteht die Exedra statt aus monolithischen Stelen, aus einer in der Mitte deutlich erhöhten Quaderfassade aus bearbeiteten und geschichteten Steinblöcken. Li Mizzani ist eine Anlage mit Portalstele.

## Beschreibung
Die Exedra besitzt eine vergleichsweise kleine, nur 2,8 m hohe und 1,55 m breite, abgewitterte, zentrale Portalstele mit einer ungewöhnlich großen Türöffnung. Sie ist nach innen abgeschrägt und nicht nach außen, wie bei anderen Anlagen dieser Art. Es gibt auch keinen erhabenen phallischen Umriss auf der Stele. Bis auf sieben fehlen die übrigen Steine der Exedra, insbesondere die höheren in der Mitte. Rudimentär erhalten sind die Basis der Exedra und der untere Teil der 7,25 m langen Grabkammer. Ursprünglich war sie von Steinplatten sowie einem Hügel aus kleinen Steinen und Erde bedeckt. Diese wurden 1918 entfernt, um Trockenmauern zu errichten. Die Ausgrabung hat Scherben erbracht, die zwischen dem 15. und 11. Jahrhundert v. Chr. datiert worden sind.